# Parent (Puy-de-Dôme)
Pour les articles homonymes, voir Parent.
Parent est une commune française située dans le département du Puy-de-Dôme, en région Auvergne-Rhône-Alpes. Elle fait partie de l'aire d'attraction de Clermont-Ferrand et se situe à proximité de Vic-le-Comte.

## Géographie

### Localisation
Quatre communes sont limitrophes de Parent :
|             |        | Vic-le-Comte    |
| Montpeyroux | Parent |                 |
| Coudes      |        | Yronde-et-Buron |

### Relief
La commune dominée par le puy d'Écouyat (653 m) est bordée à l'ouest par la rivière Allier. La plus grande partie de la commune profite d'une vue extraordinaire sur la vallée de l'Allier, Montpeyroux et la chaîne du Sancy.

### Voies de communication et transports

#### Voies routières
La commune est desservie par la route départementale 229 reliant Vic-le-Comte à Coudes et à Champeix et donnant accès à l'autoroute A75, par les sorties 7 ou 8, ainsi que par les D 1, reliant Lachaux (commune de Vic-le-Comte) aux Bogers par le chef-lieu (il existe aussi une D 1b), et les D 136 et 760 vers Yronde-et-Buron.

#### Transport ferroviaire
Au lieu-dit Parent-Gare, la gare de Parent - Coudes - Champeix, située sur la ligne de Saint-Germain-des-Fossés à Nîmes-Courbessac, est desservie par des TER Auvergne reliant Clermont-Ferrand à Issoire ou au-delà.

### Climat
Pour des articles plus généraux, voir Climat d'Auvergne-Rhône-Alpes et Climat du Puy-de-Dôme.
En 2010, le climat de la commune est de type climat océanique dégradé des plaines du Centre et du Nord, selon une étude du Centre national de la recherche scientifique s'appuyant sur une série de données couvrant la période 1971-2000. En 2020, Météo-France publie une typologie des climats de la France métropolitaine dans laquelle la commune est exposée à un climat de montagne ou de marges de montagne et est dans la région climatique  Nord-est du Massif Central, caractérisée par une pluviométrie annuelle de 800 à 1 200 mm, bien répartie dans l’année. 
Pour la période 1971-2000, la température annuelle moyenne est de 10,6 °C, avec une amplitude thermique annuelle de 16,2 °C. Le cumul annuel moyen de précipitations est de 794 mm, avec 8,5 jours de précipitations en janvier et 6,7 jours en juillet. Pour la période 1991-2020, la température moyenne annuelle observée sur la station météorologique de Météo-France la plus proche, « Plauzat_sapc », sur la commune de Plauzat à 6 km à vol d'oiseau, est de 11,3 °C et le cumul annuel moyen de précipitations est de 606,8 mm,. Pour l'avenir, les paramètres climatiques de la commune estimés pour 2050 selon différents scénarios d'émission de gaz à effet de serre sont consultables sur un site dédié publié par Météo-France en novembre 2022.

## Urbanisme

### Typologie
Au 1er janvier 2024, Parent est catégorisée commune rurale à habitat dispersé, selon la nouvelle grille communale de densité à sept niveaux définie par l'Insee en 2022.
Elle appartient à l'unité urbaine de Coudes, une agglomération intra-départementale regroupant deux  communes, dont elle est une commune de la banlieue,,. Par ailleurs la commune fait partie de l'aire d'attraction de Clermont-Ferrand, dont elle est une commune de la couronne,. Cette aire, qui regroupe 209 communes, est catégorisée dans les aires de 200 000 à moins de 700 000 habitants,.

### Occupation des sols
L'occupation des sols de la commune, telle qu'elle ressort de la base de données européenne d’occupation biophysique des sols Corine Land Cover (CLC), est marquée par l'importance des territoires agricoles (61 % en 2018), une proportion identique à celle de 1990 (61 %). La répartition détaillée en 2018 est la suivante : 
zones agricoles hétérogènes (25,7 %), prairies (24,5 %), forêts (24 %), zones urbanisées (15 %), terres arables (10,8 %). L'évolution de l’occupation des sols de la commune et de ses infrastructures peut être observée sur les différentes représentations cartographiques du territoire : la carte de Cassini (XVIIIe siècle), la carte d'état-major (1820-1866) et les cartes ou photos aériennes de l'IGN pour la période actuelle (1950 à aujourd'hui).

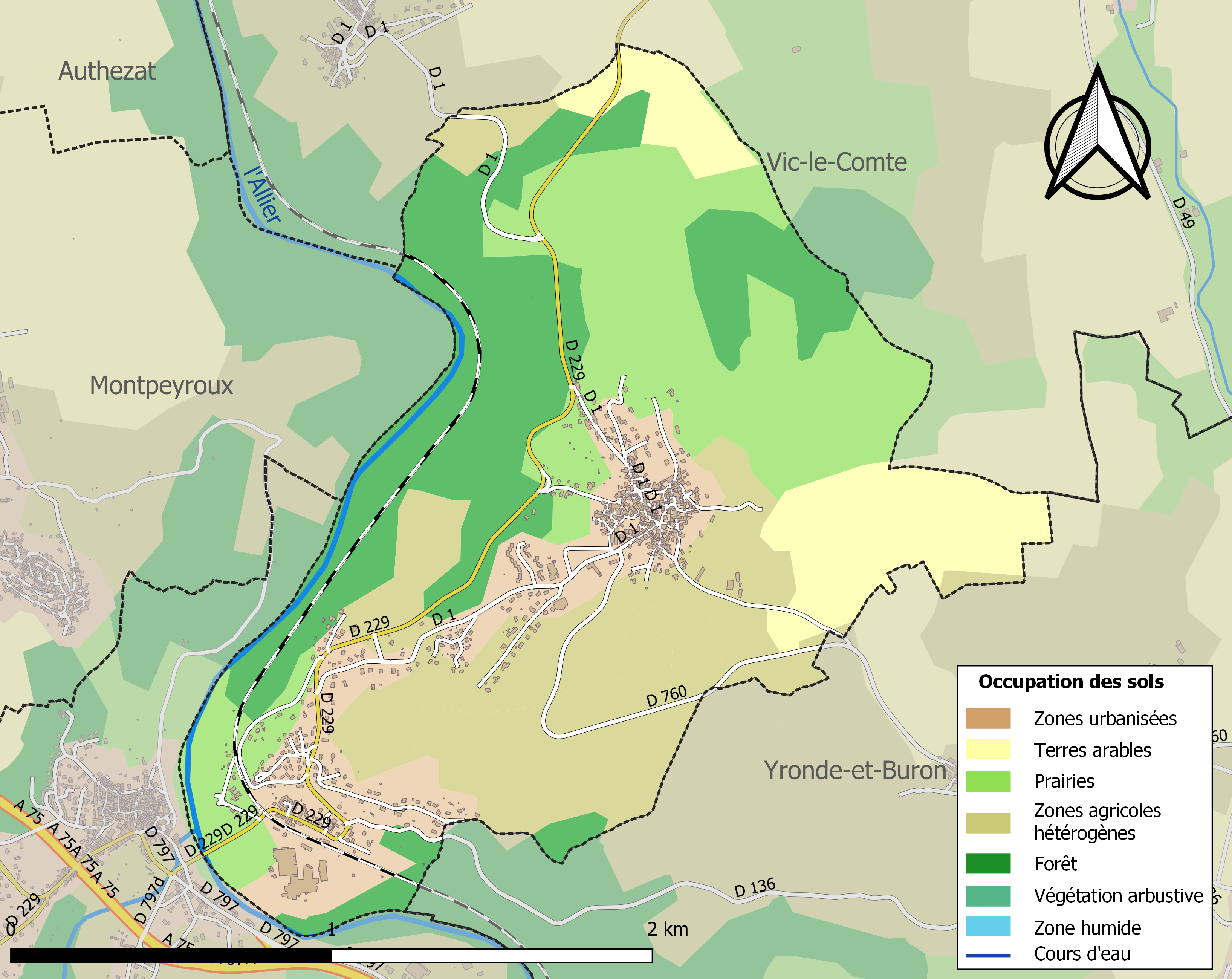
Carte des infrastructures et de l'occupation des sols de la commune en 2018 (CLC).

### Morphologie urbaine
On distingue plusieurs zones d'habitation :
- le vieux village, de nombreuses maisons anciennes bien restaurées présentent un charme certain ;
- le lotissement des Chabons ;
- le village de vacances de VVF Villages ;
- la cité des Bogers, construite dans les années 1960 pour des employés de l'usine Cégédur d'Issoire ;
- Parent-Gare, près de la gare SNCF sur la ligne de Clermont-Ferrand à Issoire ;
- la zone périurbaine de la Polak.

## Histoire
La commune est créée à la Révolution. Sous l'Ancien Régime, son territoire fait partie de la paroisse Saint-Pierre et Saint-Jean de Vic-le-Comte.

## Politique et administration

### Découpage territorial
Les limites territoriales des cinq arrondissements du Puy-de-Dôme ont été modifiées afin que chaque nouvel établissement public de coopération intercommunale à fiscalité propre soit rattaché à un seul arrondissement au 1er janvier 2017. Les communes de la communauté d'agglomération Agglo Pays d'Issoire, à laquelle appartient la commune, sont rattachées à l'arrondissement d'Issoire ; ainsi, Parent est passée le 1er janvier 2017 de l'arrondissement de Clermont-Ferrand à celui d'Issoire.

### Liste des maires
| Période                                  | Période                    | Identité                 | Étiquette | Qualité                                                                                   |
| ---------------------------------------- | -------------------------- | ------------------------ | --------- | ----------------------------------------------------------------------------------------- |
| Les données manquantes sont à compléter. |                            |                          |           |                                                                                           |
| 1800                                     | 1809                       | Jean Chabry              |           |                                                                                           |
| 1809                                     | 1826                       | Charles Bayard           |           |                                                                                           |
| 1826                                     | 1836                       | Grégoire Verdier-Carme   |           |                                                                                           |
| 1836                                     | 1849                       | Georges Dupouyet         |           |                                                                                           |
| 1849                                     | 1861                       | François Roussel-Ciquard |           |                                                                                           |
| 1861                                     | 1865                       | Jean Chabry              |           |                                                                                           |
| 1865                                     | 1866                       | François Verdier-Carme   |           |                                                                                           |
| 1866                                     | 1871                       | Charles Bayard           |           |                                                                                           |
| 1871                                     | 1896                       | Jean Chabry              |           |                                                                                           |
| 1896                                     | 1900                       | Joseph Bayard-Chamet     |           |                                                                                           |
| ...                                      | ...                        | ...                      | ...       | ...                                                                                       |
| 1945                                     | 1992                       | Joseph Planeix           | PS        | Député du Puy-de-Dôme (1962-1978), conseiller général (1946-1992)                         |
| 1992                                     | mars 2001                  | Jacques Charrier         |           |                                                                                           |
| mars 2001                                | mars 2008                  | Gérard Lyonne            | DVG       | Enseignant                                                                                |
| mars 2008                                | mai 2020                   | Claude Massebœuf         |           | Retraité DDE Vice-président de la communauté de communes Couze Val d'Allier jusqu'en 2016 |
| mai 2020                                 | En cours (au 28 août 2020) | Vincent Tourlonias       |           | Enseignant                                                                                |

## Population et société

### Démographie
L'évolution du nombre d'habitants est connue à travers les recensements de la population effectués dans la commune depuis 1793. Pour les communes de moins de 10 000 habitants, une enquête de recensement portant sur toute la population est réalisée tous les cinq ans, les populations de référence des années intermédiaires étant quant à elles estimées par interpolation ou extrapolation. Pour la commune, le premier recensement exhaustif entrant dans le cadre du nouveau dispositif a été réalisé en 2008.

En 2022, la commune comptait 889 habitants, en évolution de +5,71 % par rapport à 2016 (Puy-de-Dôme : +2,1 %, France hors Mayotte : +2,11 %).
| 1793 | 1800 | 1806 | 1821 | 1831 | 1836 | 1841 | 1846 | 1851 |
| ---- | ---- | ---- | ---- | ---- | ---- | ---- | ---- | ---- |
| 428  | 450  | 493  | 505  | 527  | 598  | 600  | 617  | 606  |

| 1856 | 1861 | 1866 | 1872 | 1876 | 1881 | 1886 | 1891 | 1896 |
| ---- | ---- | ---- | ---- | ---- | ---- | ---- | ---- | ---- |
| 589  | 552  | 533  | 534  | 533  | 528  | 527  | 549  | 525  |

| 1901 | 1906 | 1911 | 1921 | 1926 | 1931 | 1936 | 1946 | 1954 |
| ---- | ---- | ---- | ---- | ---- | ---- | ---- | ---- | ---- |
| 481  | 437  | 403  | 354  | 358  | 349  | 319  | 279  | 346  |

| 1962 | 1968 | 1975 | 1982 | 1990 | 1999 | 2006 | 2008 | 2013 |
| ---- | ---- | ---- | ---- | ---- | ---- | ---- | ---- | ---- |
| 311  | 511  | 647  | 677  | 696  | 648  | 734  | 759  | 803  |

| 2018 | 2022 | - | - | - | - | - | - | - |
| ---- | ---- | - | - | - | - | - | - | - |
| 876  | 889  | - | - | - | - | - | - | - |

## Culture locale et patrimoine

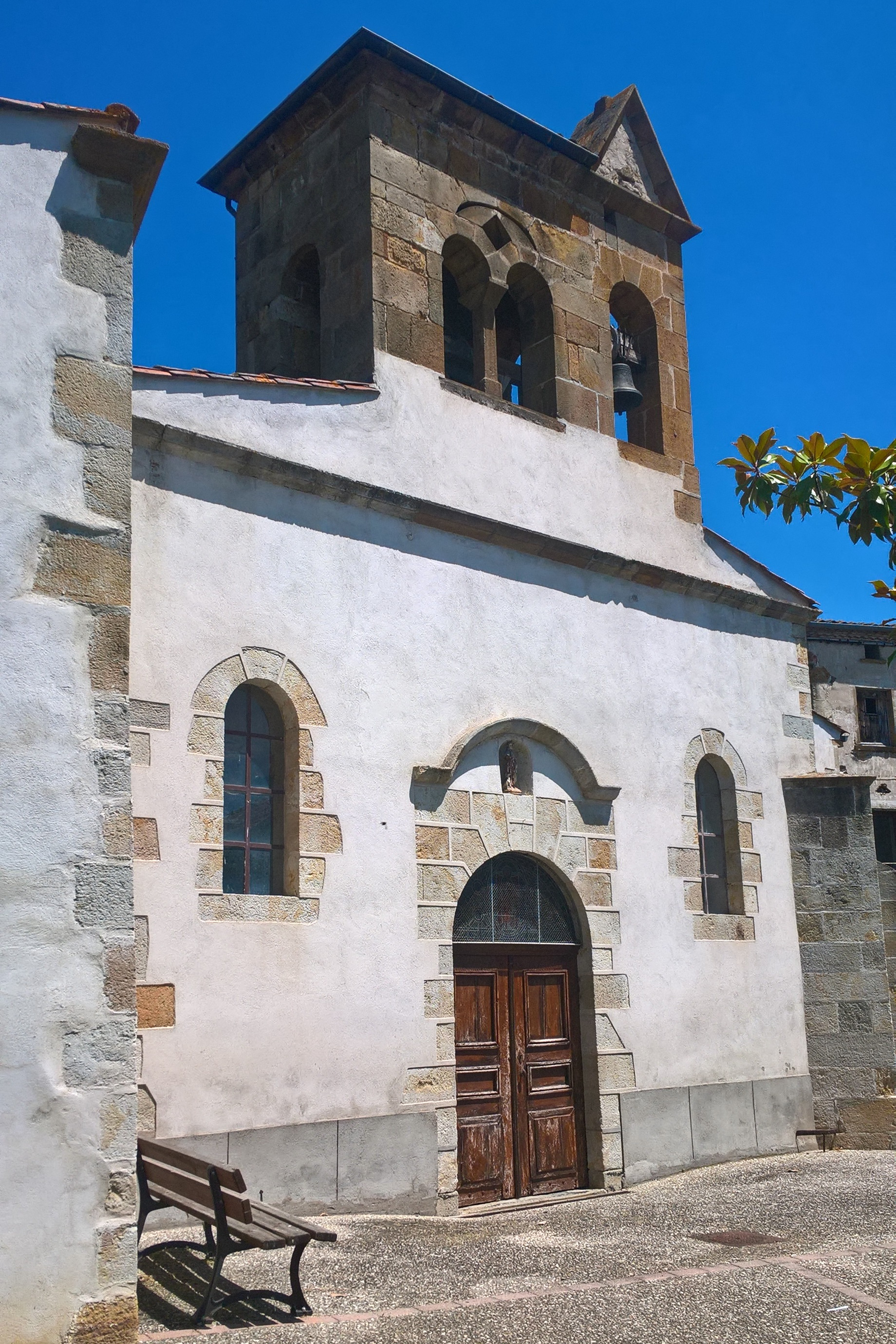
Église Saint-Roch : façade ouest et clocher-mur.

### Lieux et monuments
La commune possède une église dédiée à saint Roch d'inspiration romane. Le porche est surmonté d'un clocher-mur.
Son retable en bois sculpté provient de l'église paroissiale Saint-Pierre de Vic-le-Comte, détruite dans les années 1840.
Des vestiges provenant de l'abbaye du Bouschet-Vauluisant (abbaye cistercienne située au lieu dit Le Boucheix, dans commune voisine d'Yronde-et-Buron) ont été remployées dans deux édifices de la rue Jean Achard (fenêtre à tympan de style gothique et croisée en pierre début XVIe siècle). On relève aussi des témoignages de l'art déco sur deux maisons situées l'une rue de la Poste, l'autre à l'angle de la rue du Chirot et de la rue Jean Achard, récemment restaurées. 

### Personnalités liées à la commune
- Pierre Chabrit (1747-1785), avocat au Parlement de Paris. Conseiller au Conseil souverain du duc de Bouillon. Fondateur de La feuille d'Auvergne, sans doute le premier journal imprimé en France. Il s'était déjà fait connaître d'une manière très estimable par un ouvrage intitulé De la Monarchie française et de ses Lois. Son ami Diderot le recommanda vivement à l'impératrice Catherine II de Russie qui recherchait un grand juriste. Son décès à 38 ans ne permit pas la réalisation de ce projet.
- Joseph Planeix (1915-1993), député socialiste de 1962 à 1978, maire de la commune, ancien résistant.
- Roland Goigoux (1958), professeur d'université en sciences de l'éducation à l'IUFM d'Auvergne et auteur d'ouvrages sur la lecture (Apprendre à lire à l'école écrit en collaboration avec Sylvie Cèbe), a passé une partie de son enfance à Parent où ses parents étaient instituteurs.